# Scott Martin (Leichtathlet)
Scott Martin (* 12. Oktober 1982 in Wodonga) ist ein australischer Kugelstoßer und Diskuswerfer.
2006 gewann er bei den Commonwealth Games in Melbourne Gold im Diskuswurf und Bronze im Kugelstoßen.
In den folgenden Jahren konzentrierte er sich aufs Kugelstoßen. Bei den Weltmeisterschaften 2007 in Osaka schied er in der Qualifikation aus. 2008 wurde er Siebter bei den Hallenweltmeisterschaften in Valencia, kam aber bei den Olympischen Spielen in Peking ebenso wenig über die erste Runde hinaus wie bei den Weltmeisterschaften 2009 in Berlin.
2010 wurde er ursprünglich Achter bei den Hallenweltmeisterschaften in Doha, rückte jedoch durch die nachträgliche Disqualifikation von Andrej Michnewitsch und Pawel Lyschyn auf den sechsten Platz vor. Im selben Jahr gewann er im australischen Cairns die Ozeanienmeisterschaften im Kugelstoßen.
Bei den Olympischen Spielen in London 2012 konnte er sich nicht für die Finalrunde qualifizieren. 
2004, 2005 und 2006 wurde er nationaler Meister im Diskuswurf, 2006 und 2010 im Kugelstoßen.
Scott Martin ist 1,90 m groß und wiegt 130 kg. Er wird von Gus Puopolo trainiert und startet für den Ringwood Athletics Club.

## Persönliche Bestleistungen
- Kugelstoßen: 21,26 m, 21. Februar 2008, Melbourne (ehemaliger Ozeanienrekord)
  - Halle: 20,83 m, 7. März 2008, Valencia (ehemaliger Ozeanienrekord)
- Diskuswurf: 64,00 m, 14. Januar 2006,	Melbourne